# Sema
En la semántica lingüística, el sema o rasgo semántico es el elemento constitutivo de un semema y se define como la extremidad de una relación funcional binaria entre sememas. El sema es, pues, la más pequeña unidad de significación definida por el análisis.
Existen diferentes tipos de semas:
- Los semas diferenciales: son los rasgos de significación que difieren en un conjunto de palabras.

- Los semas comunes: son los rasgos de significación compartidos por un conjunto de palabras.

- El sema inherente: sema que la ocurrencia hereda del tipo, por defecto. Ej. /negro/ para ‘cuervo’.

- El sema aferente: extremidad de una relación anti-simétrica entre dos sememas pertenecientes a taxemas diferentes. Ej. /sabiduría/ para ‘hombre’. Un sema aferente es actualizado por instrucción contextual.

- El sema específico: elemento del semantema que opone el semema a uno o varios sememas del taxema al que pertenece. Ej. / sexo femenino/ para ‘mujer’.

- El sema genérico: elemento del clasema que marca la pertenencia del semema a una clase semántica (taxema, dominio o dimensión).

Los semas compartidos por varias palabras definen campos semánticos.
- Datos: Q1484137